# Beta Pictoris b
Beta Pictoris b (β Pic b) è un pianeta extrasolare in orbita attorno alla giovane stella di classe A Beta Pictoris, visibile nella costellazione del Pittore e distante 63,4 anni luce dalla Terra. Ha una massa 10 volte quella di Giove e un raggio del 65% più grande di quello gioviano. Orbita a circa 9 au da Beta Pictoris, nei pressi del disco di detriti che circonda la stella, in un periodo di 20−21 anni.

## Scoperta
Il pianeta è stato scoperto il 18 novembre 2008, da Anne-Marie Lagrange et al., usando lo strumento NACO del Very Large Telescope dell'osservatorio del Paranal in Cile. Questo pianeta è stato scoperto utilizzando il metodo del rilevamento diretto. L'immagine venne presa nel 2003, tuttavia dopo una prima riduzione dei dati il pianeta non venne scoperto e solo una successiva ri-riduzione dei dati originari, tramite strumenti più moderni di elaborazione, permise la scoperta del pianeta, nel 2008.

## Caratteristiche

### Massa, raggio e temperatura
Beta Pictoris b è un pianeta supergioviano, ossia un pianeta avente massa e raggio superiori a quelli del pianeta Giove. Ha una temperatura piuttosto elevata, di 1600 K, molto probabilmente a causa della sua atmosfera e della sua consistente massa, circa 10 volte quella di Giove, mentre il suo raggio è 1,65 volte quello del gigante del sistema solare.

### Parametri orbitali

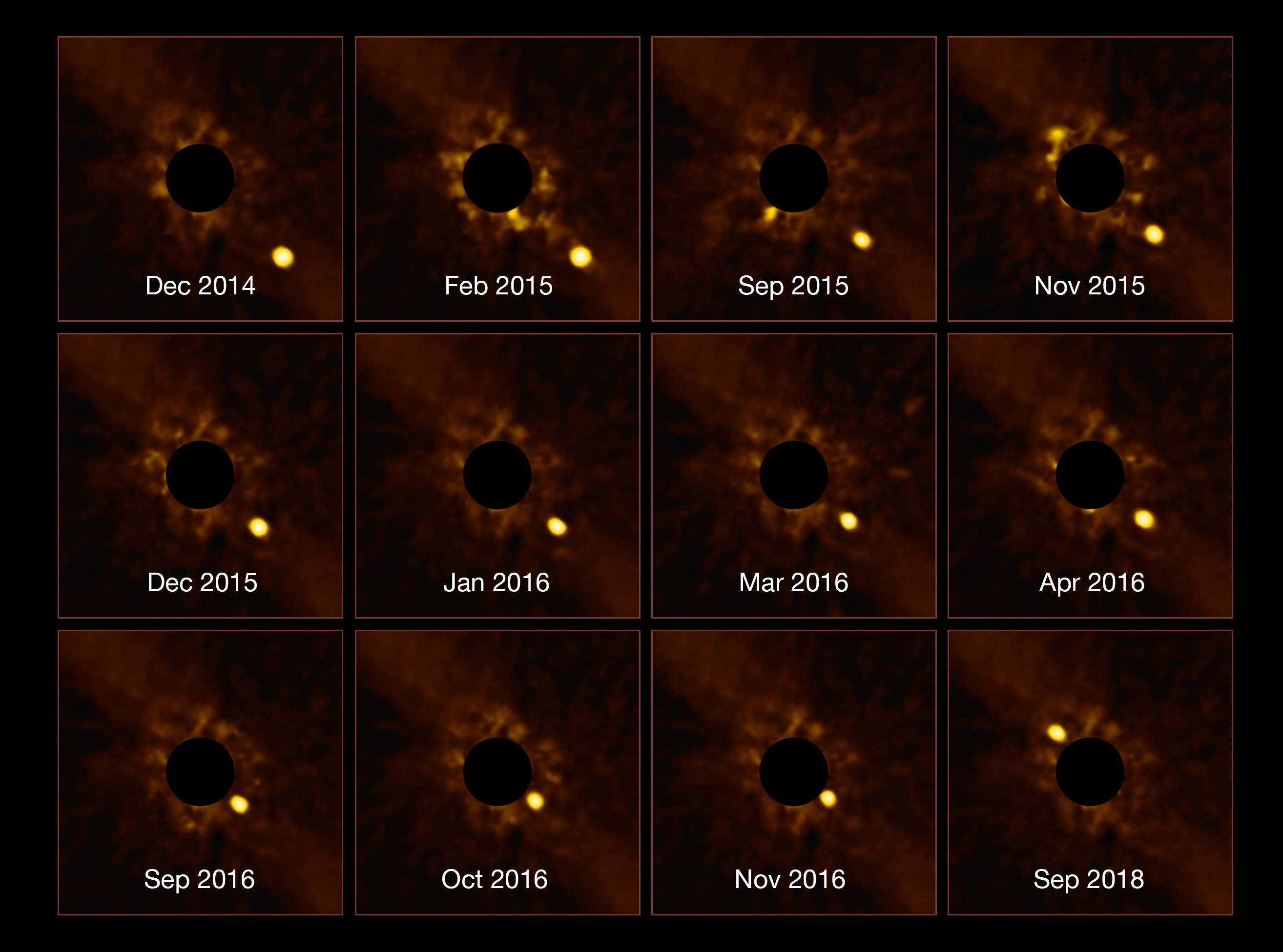
Beta Pictoris b osservato direttamente dal VLT da dicembre 2014 a settembre 2018

Beta Pictoris b orbita attorno alla sua stella ogni 21 anni ad una distanza di 9,9 au (più o meno la stessa distanza di Saturno dal Sole, che è di circa 9,55 au). Riceve dalla sua stella l'11% della quantità di radiazione che la Terra riceve dal Sole.

### Rotazione
Nel 2014, il periodo di rotazione di Beta Pictoris b è stato calcolato dall'allargamento della linea di assorbimento del monossido di carbonio osservata all'infrarosso. Questo lo rende il primo pianeta extrasolare la cui velocità di rotazione è stata misurata.
La presenza di acqua e monossido di carbonio è stata confermata mediante imaging ad alto contrasto utilizzando lo strumento SINFONI del VLT.
Con un periodo di rotazione di 8,1 ore, è il pianeta noto che ruota più velocemente su se stesso, più veloce di Giove, che ruota in circa 10 ore.
Nel 2015 è stato elaborato un breve video con delle immagini dirette del pianeta scattate dal Gemini Planet Imager del telescopio Gemini South nel corso di circa due anni, che mostrano un time-lapse del pianeta in orbita intorno alla sua stella madre. Il pianeta è stato osservato direttamente anche utilizzando lo strumento SPHERE (Spectro-Polarimetric High-contrast Exoplanet REsearch) del VLT per periodo di 24 mesi sino alla fine del 2016.